# Лі Фенглу
Лі Фенглу (кит.: 李凤楼, 15 червня 1912, Пекін — 11 липня 1988, Пекін) — китайський футболіст. По завершенні ігрової кар'єри — тренер.

## Ігрова кар'єра
На клубному рівні грав за «Цисінг» і «Норт Чайна».

## Кар'єра тренера
Завершивши виступи на футбольному полі, працював тренером університетських футбольних команд. Розпочав тренерську кар'єру на вищому рівні 1950 року, очоливши тренерський штаб команди «Баї».
Наступного року став головним тренером національної збірної Китаю, зокрема 1952 року команда, що представляла КНР, під його керівництвом провела свою першу офіційну гру.
Помер 11 липня 1988 року на 77-му році життя у місті Пекін.